# Liste der Großerzbischöfe der Rumänischen griechisch-katholischen Kirche
Die folgende Liste versammelt die Erzbischöfe bzw. seit 2005 Großerzbischöfe von Făgăraș und Alba Iulia
und somit die leitenden Geistlichen der Rumänischen griechisch-katholischen Kirche.
Als Kaiser Leopold I. 1687 Siebenbürgen von den Türken befreite holte er zunächst Jesuiten zur Missionierung in dieses Gebiet. Doch die orthodoxen Christen hielten an ihren Riten und ihren Bischof Teofil Seremi (1692–1697) fest. Unter seinem Nachfolger Atanasie Anghel (1697–1713) kam es dann doch zu einer Einigung die zur Union der orientalischen Kirche Siebenbürgens mit Rom, und 1725 zur Gründung des Bistums Făgăraș führte.
| Bistum Făgăraș \| Nr. \| Bischof \| von \| bis \| Beschreibung \| Darstellung \| Wappen \| \| --- \| -------------------------------------------- \| ---- \| ---- \| ------------------------------------------------------------------------------------------------------------------------------------------------------------------------------------------------------------------------------ \| ----------- \| ------ \| \| 01 \| Ioan Constantin Giurgiu (Nemes Pataky), OSBM \| 1721 \| 1727 \| * 1682 in Strâmbu-Băiuț, am 24. September 1707 zum Priester geweiht, am 15. Juni 1721 zum Bischof von Făgăraș ernannt, † 29. Oktober 1727 in Făgăraș \| \| \| \| 02 \| Ioan Inocențiu Micu-Klein, OSBM \| 1730 \| 1751 \| * 1699 in Sadu bei Hermannstadt, am 23. September 1732 zum Ordenspriester geweiht, am 23. März 1730 zum Bischof von Făgăraș gewählt, konsekriert am 28. September 1732, resigniert am 7. Mai 1751, † 22. September 1768 in Rom \| \| \| \| 03 \| Petru Pavel Aron, OSBM \| 1765 \| 1772 \| * März 1712 in Bistra (Alba), am 4. August 1743 zum Ordenspriester geweiht, am 28. Februar 1752 zum Bischof von Făgăraș gewählt, konsekriert am 1. September 1752, † 27. Januar 1764 in Blaj \| \| \| \| 04 \| Atanasie Rednic OSBM \| 1765 \| 1772 \| * 18. Februar 1722 in Giulești (Maramureș), 1749 zum Ordenspriester geweiht, am 22. April 1765 zum Bischof von Făgăraș gewählt, konsekriert am 13. November 1765, † 2. Mai 1772 in Blaj \| \| \| \| 05 \| Grigore Maior OSBM \| 1773 \| 1782 \| * 1714 in Szeuka, am 25. Dezember 1745 zum Ordenspriester geweiht, am 27. Oktober 1772 zum Bischof von Făgăraș gewählt, konsekriert am 4. Mai 1773, resigniert am 22. September 1783, † Februar 1785 in Blaj \| \| \| \| 06 \| Ioan Bob \| 1782 \| 1830 \| * 14. Oktober 1739 in Orman, Komitat Doboka, am 8. April 1778 zum Priester geweiht, am 21. Oktober 1782 zum Bischof von Făgăraș gewählt, konsekriert am 6. Juni 1784, † 2. Oktober 1830 in Blaj \| \| \| \| 07 \| Ioan Lemeni \| 1832 \| 1850 \| * 23. April 1780 in Dezmir bei Klausenburg, am 1. Oktober 1805 zum Priester geweiht, am 23. August 1832 zum Bischof von Făgăraș gewählt, konsekriert am 6. Juni 1833 resigniert im März 1850, † 29. März 1861 in Wien \| \| \| |                                              |      |      | |             |        |
| Nr. | Bischof                                      | von  | bis  | Beschreibung | Darstellung | Wappen |
| 01 | Ioan Constantin Giurgiu (Nemes Pataky), OSBM | 1721 | 1727 | * 1682 in Strâmbu-Băiuț, am 24. September 1707 zum Priester geweiht, am 15. Juni 1721 zum Bischof von Făgăraș ernannt, † 29. Oktober 1727 in Făgăraș                                                                           |             |        |
| 02 | Ioan Inocențiu Micu-Klein, OSBM              | 1730 | 1751 | * 1699 in Sadu bei Hermannstadt, am 23. September 1732 zum Ordenspriester geweiht, am 23. März 1730 zum Bischof von Făgăraș gewählt, konsekriert am 28. September 1732, resigniert am 7. Mai 1751, † 22. September 1768 in Rom |             |        |
| 03 | Petru Pavel Aron, OSBM                       | 1765 | 1772 | * März 1712 in Bistra (Alba), am 4. August 1743 zum Ordenspriester geweiht, am 28. Februar 1752 zum Bischof von Făgăraș gewählt, konsekriert am 1. September 1752, † 27. Januar 1764 in Blaj                                   |             |        |
| 04 | Atanasie Rednic OSBM                         | 1765 | 1772 | * 18. Februar 1722 in Giulești (Maramureș), 1749 zum Ordenspriester geweiht, am 22. April 1765 zum Bischof von Făgăraș gewählt, konsekriert am 13. November 1765, † 2. Mai 1772 in Blaj                                        |             |        |
| 05 | Grigore Maior OSBM                           | 1773 | 1782 | * 1714 in Szeuka, am 25. Dezember 1745 zum Ordenspriester geweiht, am 27. Oktober 1772 zum Bischof von Făgăraș gewählt, konsekriert am 4. Mai 1773, resigniert am 22. September 1783, † Februar 1785 in Blaj                   |             |        |
| 06 | Ioan Bob                                     | 1782 | 1830 | * 14. Oktober 1739 in Orman, Komitat Doboka, am 8. April 1778 zum Priester geweiht, am 21. Oktober 1782 zum Bischof von Făgăraș gewählt, konsekriert am 6. Juni 1784, † 2. Oktober 1830 in Blaj                                |             |        |
| 07 | Ioan Lemeni                                  | 1832 | 1850 | * 23. April 1780 in Dezmir bei Klausenburg, am 1. Oktober 1805 zum Priester geweiht, am 23. August 1832 zum Bischof von Făgăraș gewählt, konsekriert am 6. Juni 1833 resigniert im März 1850, † 29. März 1861 in Wien          |             |        |

| Erzbistum Făgăraș și Alba Iulia \| Nr. \| Erzbischof \| von \| bis \| Beschreibung \| Darstellung \| Wappen \| \| --- \| ---------------------------------------- \| ------- \| ---- \| ------------------------------------------------------------------------------------------------------------------------------------------------------------------------------------------------------------------------------------------------------------------------------------------------------------------------------------------------------------------------------------------------------------------------------------------------------------------------------------------ \| ----------- \| ------ \| \| 08 \| Alexandru Şterca Şuluţiu de Kerpenyes \| 1850 \| 1868 \| * 5. Februar 1794 in Abrud, 1814 zum Priester geweiht, am 18. November 1850 zum Bischof von Făgăraș ernannt, ab 25. November 1854 Erzbischof von Făgăraș și Alba Iulia, † 7. September 1867 in Blaj \| \| \| \| 09 \| Ioan Vancea (Vancsa) \| 1868 \| 1892 \| * 18. Mai 1820 in Vășad, am 29. Juli 1845 zum Priester geweiht, am 7. September 1865 zum Bischof von Gherla, Armenopoli, Szamos-Ujvár ernannt, konsekriert am 3. Dezember 1865, am 21. November 1868 zum Erzbischof von Făgăraș und Alba Iulia gewählt, Installation am 11. April 1869, † 31. Juli 1892 in Blaj \| \| \| \| 10 \| Victor Mihaly de Apșa \| 1893/95 \| 1918 \| * 19. Mai 1841 in Ieud, am 8. November 1863 zum Priester geweiht, am 25. November 1874 zum Bischof von Lugoj gewählt, konsekriert am 14. Februar 1875, Installation am 7. März 1875, am 15. November 1894 zum Erzbischof von Făgăraș și Alba Iulia gewählt, Installation am 26. Mai 1895, † 21. Januar 1918 \| \| \| \| 11 \| Vasile Suciu \| 1920 \| 1935 \| * 13. Januar 1873 in Copăcel, am 14. Juli 1895 zum Priester geweiht, am 9. August 1919 zum Erzbischof von Făgăraș și Alba Iulia gewählt, konsekriert am 14. Januar 1920, † 25. Januar 1935 in Blaj \| \| \| \| 12 \| Alexandru Nicolescu \| 1935 \| 1941 \| * 8. Juli 1882 in Tulgheș, 1904 zum Priester geweiht, am 25. Februar 1922 zum Bischof von Lugoj ernannt, konsekriert am 18. Juni 1922, Installation am 16. Juli 1922, am 29. August 1936 zum Erzbischof von Făgăraș și Alba Iulia ernannt, † 4. Januar 1941 in Blaj \| \| \| \| \| Valeriu Traian Frențiu als Administrator \| 1941 \| 1946 \| * 25. August 1875 in Reșița, am 28. September 1898 zum Priester geweiht, am 14. Dezember 1912 zum Bischof von Lugoj ernannt, konsekriert am 14. Januar 1913, am 25. Februar 1922, Bischof von Oradea Mare, von 1941 bis 1946 Apostolischer Administrator des Erzbistums Făgăraș și Alba Iulia, † 11. Juli 1952 Sighet \| \| \| \| \| Ioan Suciu als Administrator \| 1946 \| 1948 \| * 14. Dezember 1907 in Blaj, am 29. November 1931 in Rom zum Priester geweiht, am 25. Mai 1940 zum Weihbischof von Oradea Mare (Großwardein und Titularbischof von Moglaena ernannt, konsekriert am 22. Juli 1940, von 1946 bis 1948 Apostolischer Administrator des Erzbistums Făgăraș și Alba Iulia, † 27. Juli 1953 Sighet \| \| \| \| 13 \| Alexandru Todea \| 1989 \| 1994 \| * 5. Juni 1912 in Teleac (Mureș), am 25. März 1939 zum Priester geweiht, am 4. Juli 1950 zum Titularbischof von Caesaropolis ernannt, Bischofsweihe am 19. November 1950 durch Joseph Schubert, dem Titularbischof von Ceramussa und römisch-katholischer Administrator des Erzbistums Bukarest, am 4. März 1990 zum Erzbischof Bischof von Făgăraș și Alba Iulia ernannt, am 28. Juni 1991 durch Papst Johannes Paul II. zum Kardinal erhoben, emeritiert am 20. Juli 1994, † 2. Mai 2002 \| \| \| \| \| Gheorghe Guțiu als Administrator \| 1993 \| 1994 \| Bischof von Cluj-Gherla \| \| \| \| 14 \| Lucian Mureșan \| 1994 \| 2005 \| * 23. Mai 1931 in Firiza, heute Teil von Baia Mare, Kreis Maramureș), am 19. Dezember 1964 zum Priester geweiht, am 14. März 1990 zum ersten Bischof von Maramureș ernannt, zum Bischof geweiht am 27. Mai 1990, am 4. Juli 1994 zum Erzbischof von Făgăraș și Alba Iulia ernannt \| \| \| |                                          |         |      | |             |        |
| Nr. | Erzbischof                               | von     | bis  | Beschreibung | Darstellung | Wappen |
| 08 | Alexandru Şterca Şuluţiu de Kerpenyes    | 1850    | 1868 | * 5. Februar 1794 in Abrud, 1814 zum Priester geweiht, am 18. November 1850 zum Bischof von Făgăraș ernannt, ab 25. November 1854 Erzbischof von Făgăraș și Alba Iulia, † 7. September 1867 in Blaj |             |        |
| 09 | Ioan Vancea (Vancsa)                     | 1868    | 1892 | * 18. Mai 1820 in Vășad, am 29. Juli 1845 zum Priester geweiht, am 7. September 1865 zum Bischof von Gherla, Armenopoli, Szamos-Ujvár ernannt, konsekriert am 3. Dezember 1865, am 21. November 1868 zum Erzbischof von Făgăraș und Alba Iulia gewählt, Installation am 11. April 1869, † 31. Juli 1892 in Blaj |             |        |
| 10 | Victor Mihaly de Apșa                    | 1893/95 | 1918 | * 19. Mai 1841 in Ieud, am 8. November 1863 zum Priester geweiht, am 25. November 1874 zum Bischof von Lugoj gewählt, konsekriert am 14. Februar 1875, Installation am 7. März 1875, am 15. November 1894 zum Erzbischof von Făgăraș și Alba Iulia gewählt, Installation am 26. Mai 1895, † 21. Januar 1918 |             |        |
| 11 | Vasile Suciu                             | 1920    | 1935 | * 13. Januar 1873 in Copăcel, am 14. Juli 1895 zum Priester geweiht, am 9. August 1919 zum Erzbischof von Făgăraș și Alba Iulia gewählt, konsekriert am 14. Januar 1920, † 25. Januar 1935 in Blaj |             |        |
| 12 | Alexandru Nicolescu                      | 1935    | 1941 | * 8. Juli 1882 in Tulgheș, 1904 zum Priester geweiht, am 25. Februar 1922 zum Bischof von Lugoj ernannt, konsekriert am 18. Juni 1922, Installation am 16. Juli 1922, am 29. August 1936 zum Erzbischof von Făgăraș și Alba Iulia ernannt, † 4. Januar 1941 in Blaj |             |        |
| | Valeriu Traian Frențiu als Administrator | 1941    | 1946 | * 25. August 1875 in Reșița, am 28. September 1898 zum Priester geweiht, am 14. Dezember 1912 zum Bischof von Lugoj ernannt, konsekriert am 14. Januar 1913, am 25. Februar 1922, Bischof von Oradea Mare, von 1941 bis 1946 Apostolischer Administrator des Erzbistums Făgăraș și Alba Iulia, † 11. Juli 1952 Sighet |             |        |
| | Ioan Suciu als Administrator             | 1946    | 1948 | * 14. Dezember 1907 in Blaj, am 29. November 1931 in Rom zum Priester geweiht, am 25. Mai 1940 zum Weihbischof von Oradea Mare (Großwardein und Titularbischof von Moglaena ernannt, konsekriert am 22. Juli 1940, von 1946 bis 1948 Apostolischer Administrator des Erzbistums Făgăraș și Alba Iulia, † 27. Juli 1953 Sighet |             |        |
| 13 | Alexandru Todea                          | 1989    | 1994 | * 5. Juni 1912 in Teleac (Mureș), am 25. März 1939 zum Priester geweiht, am 4. Juli 1950 zum Titularbischof von Caesaropolis ernannt, Bischofsweihe am 19. November 1950 durch Joseph Schubert, dem Titularbischof von Ceramussa und römisch-katholischer Administrator des Erzbistums Bukarest, am 4. März 1990 zum Erzbischof Bischof von Făgăraș și Alba Iulia ernannt, am 28. Juni 1991 durch Papst Johannes Paul II. zum Kardinal erhoben, emeritiert am 20. Juli 1994, † 2. Mai 2002 |             |        |
| | Gheorghe Guțiu als Administrator         | 1993    | 1994 | Bischof von Cluj-Gherla |             |        |
| 14 | Lucian Mureșan                           | 1994    | 2005 | * 23. Mai 1931 in Firiza, heute Teil von Baia Mare, Kreis Maramureș), am 19. Dezember 1964 zum Priester geweiht, am 14. März 1990 zum ersten Bischof von Maramureș ernannt, zum Bischof geweiht am 27. Mai 1990, am 4. Juli 1994 zum Erzbischof von Făgăraș și Alba Iulia ernannt |             |        |

| Großerzbistum Făgăraș și Alba Iulia \| Nr. \| Großerzbischof \| von \| bis \| Beschreibung \| Darstellung \| Wappen \| \| --- \| -------------- \| --------- \| --- \| ------------------------------------------------------------------------------------------------------------------------------------------------------------------------------------------------------------------------------------------------------------------------------------------------------------------- \| ----------- \| ------ \| \| \| Lucian Mureșan \| seit 2005 \| \| Seit 16. Dezember 2005 Großerzbischof des Großerzbistums Făgăraș und Alba Iulia und Oberhaupt der mit Rom unierten Rumänischen griechisch-katholischen Kirche. Am 18. Februar 2012 wurde er als Kardinalpriester mit der Titelkirche Sant’Atanasio (Sant’Atanasio dei Greci) in das Kardinalskollegium aufgenommen. \| \| \| |                |           |     | |             |        |
| Nr. | Großerzbischof | von       | bis | Beschreibung | Darstellung | Wappen |
| | Lucian Mureșan | seit 2005 |     | Seit 16. Dezember 2005 Großerzbischof des Großerzbistums Făgăraș und Alba Iulia und Oberhaupt der mit Rom unierten Rumänischen griechisch-katholischen Kirche. Am 18. Februar 2012 wurde er als Kardinalpriester mit der Titelkirche Sant’Atanasio (Sant’Atanasio dei Greci) in das Kardinalskollegium aufgenommen. |             |        |

## Nachweise
- Eintrag zu Liste der Großerzbischöfe der Rumänischen griechisch-katholischen Kirche auf catholic-hierarchy.org
- Eintrag über das Großerzbistum Făgăraș și Alba Iulia auf Giga-Catholic (englisch)
- Liste der Bischöfe (rumänisch)